# Trudoliub, Mirhorod
Trudoliub (în ucraineană Трудолюб) este un sat în comuna Șahvorostivka din raionul Mirhorod, regiunea Poltava, Ucraina.

## Demografie
Componența lingvistică a localității Trudoliub
     Ucraineană (98,26%)
     Rusă (1,74%)
Conform recensământului din 2001, majoritatea populației localității Trudoliub era vorbitoare de ucraineană (98,26%), existând în minoritate și vorbitori de rusă (1,74%).